# Murter (sziget)
Murter (régi neve Srimač, olaszul Morter) egy sziget az Adriai-tengerben, Horvátországban, Észak-Dalmáciában.

## Leírása
Murter a šibeniki szigetvilág egyik jelentős szigete, melyet a szárazfölddel a Murter-szoroson átívelő híd köt össze Tisnónál. A sziget északnyugat-délkeleti irányban hosszan nyúlik el, hosszúsága 11 km, legnagyobb szélessége pedig 2,8 km. Krétai mészkőből és dolomitból, valamint a negyedkori löszből (északnyugati rész) épül fel. A legmagasabb pontja a Raduč (125 m). Parthossza 42,6 km. Nagyobb öblök: a Hramina, a Jezera és a Koširina. Számos szigetecske veszi körül (Radelj, Zminjak, Vinik Veli és Mali, Prišnjak, Ljutac, Hrbošnjak, Maslinjak, Dražemanski Mali és Veli, Kukuljari stb.). 
Települések: Murter (2020 lakos), további falvak: Tisno (1273 lakos), Jezera (857 lakos) és Betina (689 lakos).

## Gazdaság
Olajbogyót, szőlőt, fügét, zöldséget termesztenek. Jelentős a halászat és az idegenforgalom. Kikötők találhatók Betina, Jezera és Hramina településeken. Betinán hajóépítő üzem működik.

## Növényzet
A sziget mészköves részét főleg macchia borítja.